# Astra 1L
Az Astra 1L egy luxemburgi kommunikációs műhold. A használhatatlan Astra 1K feladatát (három műhold pótlása) az Astra 1KR felbocsátásával vették át.

## Küldetés
Elősegíteni a rádió- és televíziócsatornák kisméretű parabolaantennával történő analóg vételét. Analóg és digitális műsorszolgáltató műhold, Európában, Közel-Keleten és a Nyugat-Ázsiában végez szolgáltatást.

## Jellemzői
Gyártotta a Lockheed Martin Commercial Space System, üzemeltette a Société Européenne des Satellites-Astra (SES Astra) Európa műhold üzemeltető magáncége. Felépítése teljesen megegyezik az Astra 1KR űreszközzel. Társműholdja a Galaxy 17 (amerikai) volt.
Megnevezései:  COSPAR:2007-016A; SATCAT kódja: 31306.
2007. május 4-én a Guyana Űrközpontból, az LA–3. számú indítóállványról egy Atlas V (ECA V176) hordozórakétával állították közepes magasságú Föld körüli pályára (MEO = Medium Earth Orbit). Az orbitális pályája 1436 perces, 0,1° hajlásszögű, Geoszinkron pálya perigeuma 35 784 kilométer, az apogeuma 35 788 kilométer volt.
Alakja téglatest, méretei 7,7 × 6,62 × 3,62 méter, tömege 4332 kilogramm. Szolgálati idejét 15 évre tervezték. Három tengelyesen stabilizált (Nap-Föld érzékeny) űreszköz. 66 televíziós csatorna, valamint videó és internet szolgáltatást végez. Telemetriai szolgáltatását antennák segítik. Információ lejátszó KU-sávos, 29 (23 aktív+6 tartalék) + 2 Ka transzponder biztosította Európa lefedettségét. Az űreszközhöz napelemeket (gallium- arzenid) rögzítettek (kinyitva 27 méter; 11 kW), éjszakai (földárnyék) energia ellátását újratölthető kémiai, nikkel-hidrogén akkumulátorok biztosították. A stabilitás és a pályaelemek elősegítése érdekében (monopropilén hidrazin) gázfúvókákkal felszerelt.